# Yngve Brilioth

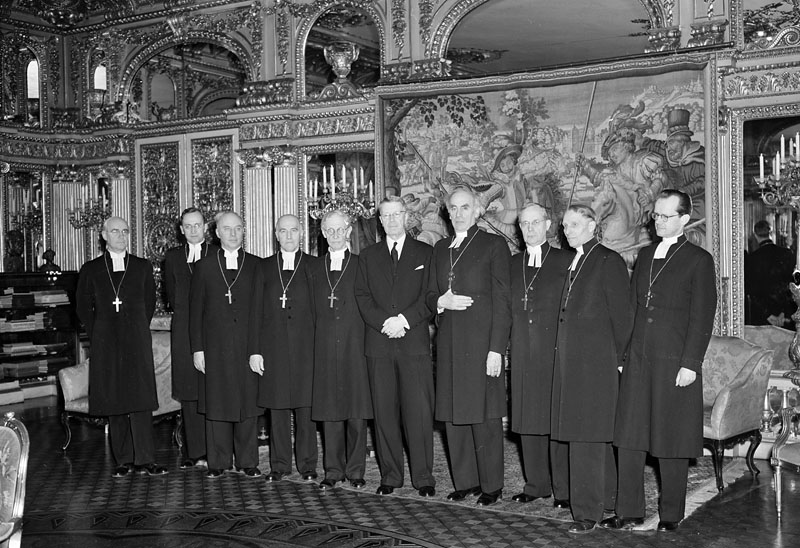
Yngve Brilioth (fjärde man från höger) och åtta andra svenska biskopar vid ett besök hos Gustaf VI Adolf på Stockholms slott 1951.

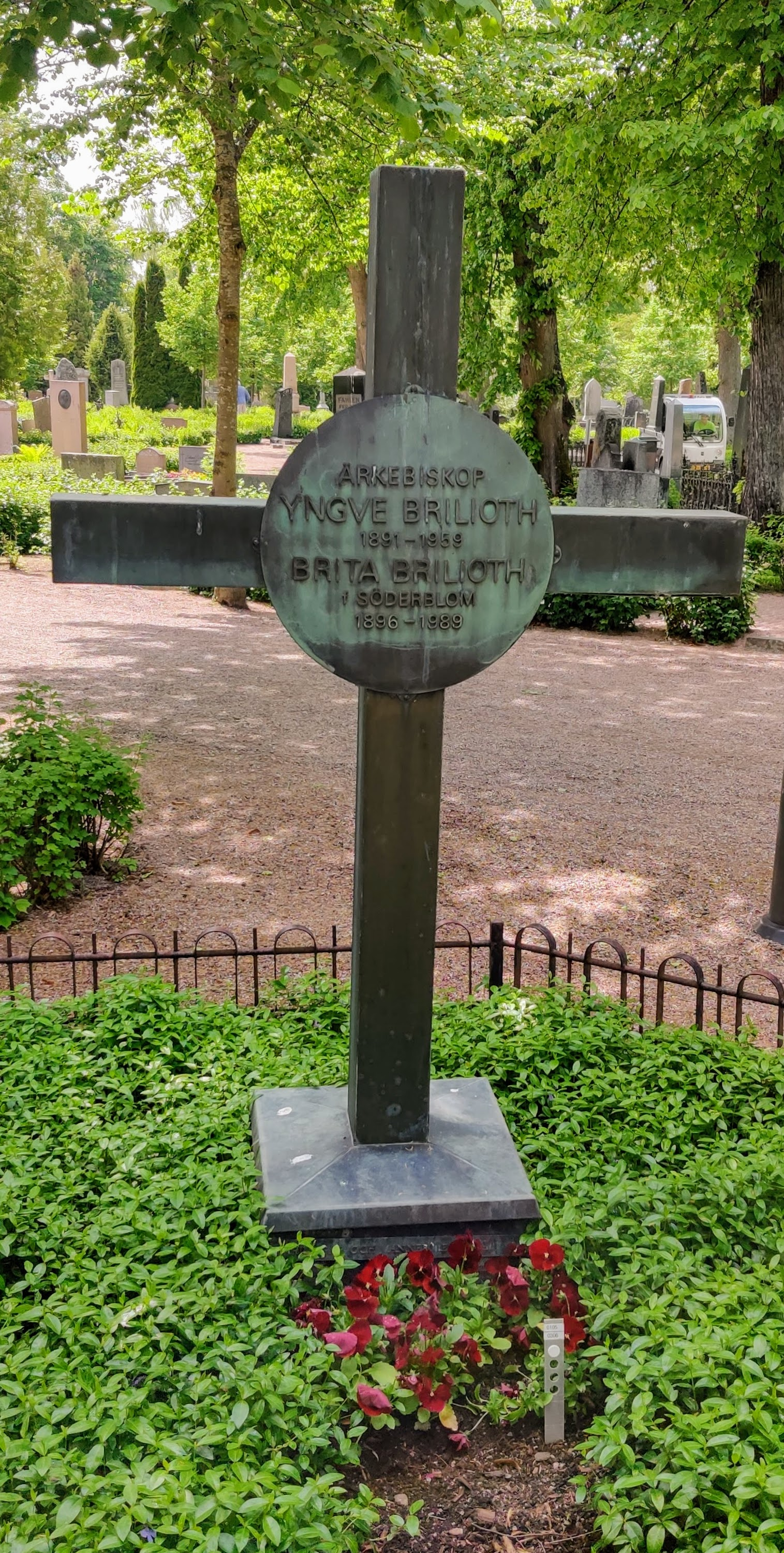
Gravvård Yngve Brilioth med hustru Brita, Uppsala gamla kyrkogård.

Yngve Torgny Brilioth, född den 12 juli 1891 i Västra Eds församling, Kalmar län, död den 27 april 1959 i Uppsala, var en svensk teolog. Han var Sveriges ärkebiskop 1950–1958.
Brilioth var en framstående ekumen. Han var konservativ i moraliska frågor. När frågan om kvinnliga präster skulle avgöras 1957 och 1958 motsatte han sig reformen av praktiska skäl. Han sökte under krisen med Strängnäsbiskopen Dick Helander 1952 förgäves förmå denne att avgå frivilligt.

## Utbildning och karriär
Brilioth blev filosofie doktor i historia vid Uppsala universitet 1916 på en avhandling med titeln Den påvliga beskattningen av Sverige intill den stora schismen. Han blev teol.kand. 1917 och prästvigdes 1918. Därefter erhöll han en docentur i kyrkohistoria i Uppsala 1919 och blev professor i samma ämne vid Åbo Akademi i Finland 1925. År 1928 blev han professor i praktisk teologi och domprost i Lund. Han blev biskop i Växjö 1938 och 1950 ärkebiskop.

## Forskargärning
Som forskare bidrog han till forskningen om den svenska medeltiden och 1800-talets engelska högkyrklighet där han också hämtade liturgiska ideal.

## Utmärkelser och ledamotskap
Brilioth blev teologie hedersdoktor i Uppsala 1927, vid Åbo Akademi 1934, vid Oxford University 1933 och vid Glasgow University 1935. Han var ledamot av Vitterhetsakademien, Kungliga Vetenskapsakademien (1954), Kungliga Samfundet för utgivande av handskrifter rörande Skandinaviens historia, Humanistiska vetenskapssamfundet i Lund och Kungliga Vetenskaps-Societeten i Uppsala och Samfundet Pro Fide et Christianismo.
Brilioth blev ledamot av Nordstjärneorden 1935, kommendör av första klassen av samma orden 15 november 1939 och kommendör med stora korset av samma orden 15 november 1949 samt slutligen riddare och kommendör av Serafimerorden 23 november 1956. Han innehade vidare storkorset av Finlands Vita Ros’ orden och var riddare av  Dannebrogorden.

## Familj
Brilioth var son till kyrkoherde Herman Brilioth och hans hustru Gertrud Brilioth, född Ekeman. Han var sedan 1919 gift med Brita Söderblom (1896–1989), dotter till Nathan Söderblom, och var far till ambassadören Lars-Olof Brilioth och operasångaren Helge Brilioth samt bror till journalisten Börje Brilioth.
Yngve Brilioth är begraven på Uppsala gamla kyrkogård.